# The Political Machine 2016
The Political Machine 2016 — компьютерная игра в жанрах пошаговой стратегии и политического симулятора, разработанная и изданная Stardock в 2016 году. Является четвёртой игрой в серии The Political Machine. В ней игрок ведёт предвыборную кампанию, чтобы стать избранным президентом Соединенных Штатов. Цель достигается путешествиями из штата в штат, в которых игрок получает деньги и рейтинги для достижения конечной цели.
В 2020 году вышло продолжение — The Political Machine 2020.
Игра получила средние оценки от критиков.

## Игровой процесс

Игровой процесс TPM 2016 в многопользовательском режиме

В самом начале The Political Machine 2016 у игрока есть выбор между длинной или короткой кампанией на 52 или 21 ход соответственно, после чего он выбирает своего кандидата из более чем 15 вариантов и соответствующую ему партию — республиканцев или демократов, возможности выбрать другую партию или независимого кандидата нет. Например, игрок может управлять Берни Сандерсом или Дональдом Трампом. У каждого персонажа есть свои характеристики: выносливость, денежная обеспеченность, возможности для фандрайзинга, харизма, внешность, авторитетность, опыт, интеллект, предвзятость СМИ, возможности апелляции к меньшинствам и религиозные убеждения. Также присутствует возможность создать своего кандидата. Далее у игрока имеется сотня очков, которые можно потратить на изменения мнения персонажа к тем или иным проблемам в обществе, а после идёт выбор оппонента, и игра начинается.
Предвыборная гонка представляет собой смесь пошаговой стратегии и симулятора. Каждый ход игрок может выполнить некоторое количество действий, зависящее от выносливости и денежных возможностей персонажа игрока. К действиям относятся: постройка инфраструктуры, такой как, например, штаб квартиры, позволяющие получать доход, публичные выступления с возможностью выбора темы, передвижение из штата в штат, информационные кампании в СМИ, направленные против оппонента, и другие. Также время от времени появляются уникальные возможности, например, взяточничество или ответы на вопросы на популярной новостной передаче, пародирующей 60 Minutes и The O’Reilly Factor.
The Political Machine 2016 отличается карикатурным визуальным стилем. Игрок может выбирать различные режимы карты для получения информации о текущей ситуации.
По сравнению с The Political Machine 2012 в этой части стало больше кандидатов и тем, интересующих публику, добавлены случайные события, например, террористические атаки, также были изменены визуальная составляющая, в частности, интерфейс и некоторые другие геймплейные особенности.

## Разработка
30 сентября 2014 года в журнале PC Gamer основатель студии разработки Брэд Уорделл сообщил о том, что у Stardock Corporation имеются планы по выпуску трёх новых игр в 2015 году. 17 ноября 2015 года The Political Machine 2016 была выпущена в раннем доступе. 5 февраля 2016 года состоялся полноценный релиз. В июле 2016 к игре вышло DLC.
По словам Брэда Уорделла, для составления характеристик кандидатов в студии изучали различные материалы о кандидатах: их биографии и освещение в СМИ, также между сотрудниками Stardock велись споры. Брэд считает, что благодаря этому «большинство параметров [персонажей] получились почти не противоречивыми». Вице-президент студии Дерек Пакстон заявляет, что благодаря тому, что в разработке участвовали люди с различными взглядами, разработчики смогли приблизиться к балансу среди кандидатов, так как им было свойственно относится придирчиво к своим фаворитам.

## Восприятие
| Сводный рейтинг    | Сводный рейтинг |
| Агрегатор          | Оценка          |
| ------------------ | --------------- |
| GameRankings       | 73,00 %         |
| Metacritic         | 72/100          |
| Иноязычные издания |                 |
| Издание            | Оценка          |
| Hardcore Gamer     | 3,5/5           |
| Brash Games        | 7/10            |
| The Escapist       | [ 3 ]           |
| Gaming Age         | B+              |
| Softpedia          | 7/10            |

Согласно агрегатору рецензий Metacritic, The Political Machine 2016 получила «смешанные отзывы» от критиков. Марк Стейнер из Hardcore Gamer пишет, что в геймплее игры есть глубина и релевантность, но при этом она вряд ли кого-либо заинтересует после спада интереса по выборам в США 2016 года. Аманда Дайр из The Escapist назвала The Political Machine 2016 «весёлым симулятором, несмотря на его серьёзную тему и репетативность». Она также отмечает, что игра не требует каких-либо познаний о политике Соединённых Штатов от игрока. Андрей Думитреску из Softpedia критикует TPM 2016 за отсутствие существенных изменений по сравнению с прошлой игрой в серии и недостаточную глубину игрового процесса в сравнении с другими играми жанра.